# Trente-six Heures
 (juillet 2025).
Pour plus de détails, voir Fiche technique et Distribution.

Trente-six Heures est un film français de court métrage réalisé par Philippe Haudiquet, sorti en 1969. 

## Synopsis
Bénéficiant d'une permission de 36 heures, un soldat informe une amie de son arrivée, mais la lettre ne parvient pas à sa destinataire.

## Fiche technique
- Titre : Trente-six Heures
- Réalisation : Philippe Haudiquet
- Scénario et dialogues : Philippe Haudiquet
- Photographie : Claude Beausoleil
- Son : Alain Lachassagne
- Montage : Wanda Maciejewska
- Production : Citévox
- Pays d'origine : France
- Durée : 18 min
- Date de sortie : 1969

## Distribution
- Gérard Zimmermann
- Claudine Bories
- Jacques Champreux
- Jacques Caulin
- Anne Cohen
- Michel Bidaux
- Jean Bolo
- Alain Lance
- Georges Billy
- Guy Allombert

## Distinctions
- 1969 : Sélection aux Journées internationales du film de court-métrage à Tours